# Кампуриле де Жос (Вранча)
Кампуриле де Жос (рум. Câmpurile de Jos) насеље је у Румунији у округу Вранча. Oпштина се налази на надморској висини од 364 m.

## Становништво
Према подацима из 2011. године у насељу је живело 4007 становника.